# Ділянка хори у балці Бермана
44°31′19″ пн. ш. 33°30′05″ сх. д. / 44.521953693170° пн. ш. 33.501269893410° сх. д.
Ділянка хори у балці Бермана — заповідна територія в межах об'єкту світової спадщини ЮНЕСКО «Стародавнє місто Херсонес Таврійський та його хора», частина хори Херсонесу із залишками клерів, межових огорож, доріг і садиб. Площа ділянки близько 20 га, розташована в південній частині Гераклейського півострова, охоплює частину русла балки Бермана поблизу її устя, а також прилягаючі до неї ділянки схилів.

## Історія
На території цієї ділянки відомі залишки поселень епохи неоліту та бронзової доби. Ці пам'ятки передували розмежуванню території херсонеситами в другій половині IV ст. до н. е. на земельні ділянки розміром 26,4 га. Кожна з них складалася відповідно з 4 менших ділянок пл. 4,4 га, які й становили наділи окремих громадян. До заповідної території хори в балці Бермана фрагментарно потрапляють дві таких ділянки (за існуючою нумерацією — № 346 і 347). Крім вказаних поселень і античних земельних ділянок, на даній території розвідані і розкопані залишки декількох античних садиб, укріплення з баштами римського і середньовічного часу, залишки водопроводу римського часу і середньовічних печерних споруд (можливо, ранньохристиянських склепів). В руслі балки збереглися залишки межових і плантажних стін, що збереглися на висоту більш 0,5 м.
На території земельної ділянки № 346 розташовані залишки декількох кам'яних курганів, один з яких був розкопаний. Він виявився кенотафом кеми-обинської культури ІІІ тис. до н.е. Також на території цієї ділянки, поблизу джерела на східному схилі балки відомі залишки античної садиби, збудованої з великих кам'яних блоків.

## Садиби
Одна з античних садиб земельної ділянки № 347 відома в її північно-західній частині на західному схилі балки. До її складу входила оборонна башта з прилягаючими до неї господарськими будівлями елліністичного часу. В підвальному приміщенні башти досліджено сховище із встановленими піфосами для зберігання вина. З південного сходу до садиби примикали приміщення, що відносяться до середньовічного періоду; це свідчить про її функціонування протягом багатьох століть.
В південній частині заповідної території (і ділянки № 347), на західному схилі балки розташована так звана «садиба Гриневича», що представляє собою величезний комплекс житлових, господарських і оборонних споруд площею не менш ніж 6000 кв. м. До складу цього комплексу входила оборонна башта IV ст. до н. е. з масивним протитаранним поясом і прилягаючими будівлями античного та середньовічного часів, зведеними на місці поселення кизил-кобинської археологічної культури. Південна частина комплексу площею 3500 м² була обгороджена потужною оборонною стіною зі збереженими бійницями. В межах цієї території також розташовано кілька господарських приміщень і дворів з колодязями і цистернами для зберігання води, а також лінія водопроводу, зробленого з кам'яних плит. В одному з приміщень збереглися сліди виноробні та комори з піфосами для зберігання вина.
Зі сходу до них примикає група приміщень, сконцентрована навколо ще одної античної оборонної вежі з протитаранним поясом і підвальним приміщенням із цистерною для зберігання води і заглибинами в підлозі для піфосів. В схилі балки під цими спорудами вирубано в скелі два середньовічних печерні приміщення, з'єднані між собою проходом. Археологічні матеріали, знайдені при розкопках цього укріпленого комплексу, відносяться до IV ст. до н. е. — XIV ст. н. е.
В 100 м на північний захід від будівель комплексу розташовані залишки елліністичної оборонної башти з протитаранним поясом, вимощеним плитами двором, прибудованими сходами, цистерною для зберігання води і прилягаючими зовні приміщеннями. Встановлено, що простір між баштами, зафіксованими вздовж західного схилу балки, було забудовано приміщеннями, які функціонували між IV–ІІІ ст. до н. е. і XI ст. н. е.
В елліністичний час вздовж західного схилу балки Бермана існував укріплений військово-господарський комплекс, що складався з декількох оборонних башт, зведених на рівній відстані одна від одної (близько 105 м), між якими розташовувалися житлові і господарські будівлі. В римський і середньовічний часи цей комплекс скоротився в розмірах і був сконцентрований на площі близько 1 га, обмеженій на південному сході комплексами Південної і Східної груп будівель, на північному заході — найближчою до них оборонною баштою. Не виключено, що після запустіння житлових і господарських будівель комплексу на його місці в XIII—XIV ст. існував християнський монастир з печерними спорудами.
На початку березня 2014 року було частково законсервовано лише південну частину оборонного комплексу, інші споруди потребують додаткових досліджень і музеєфікації.

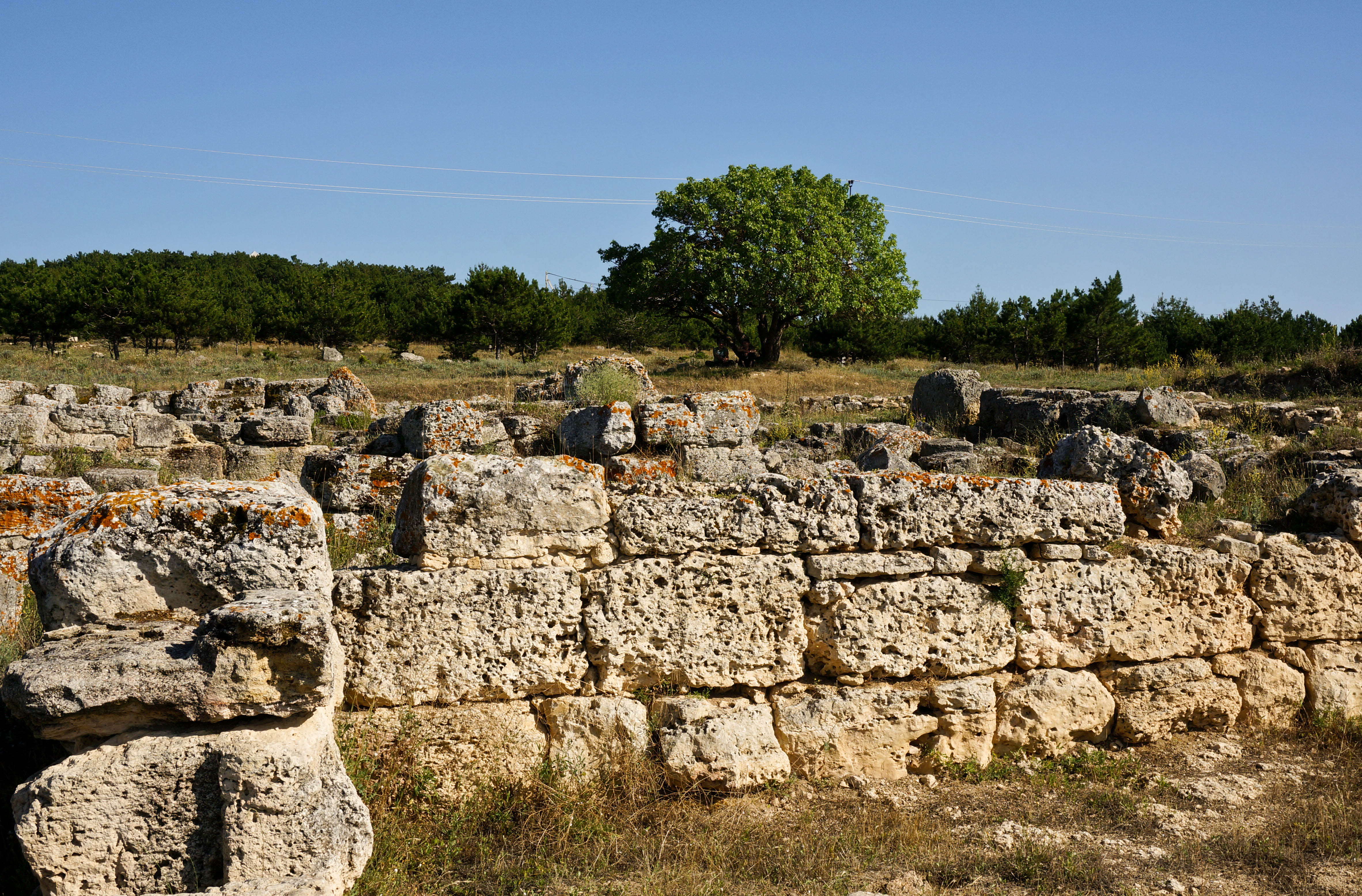
херсонеська хора
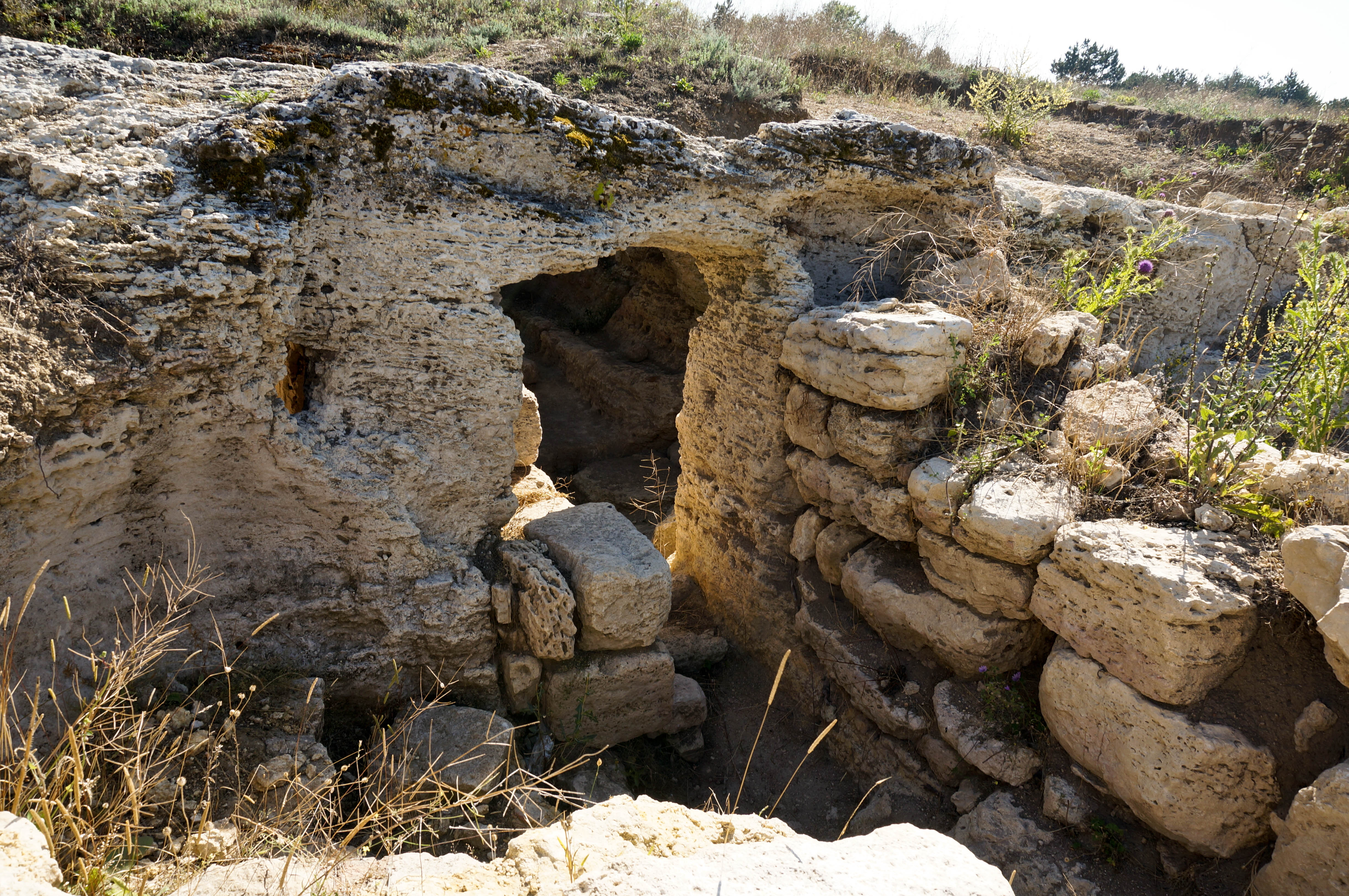
херсонеська хора
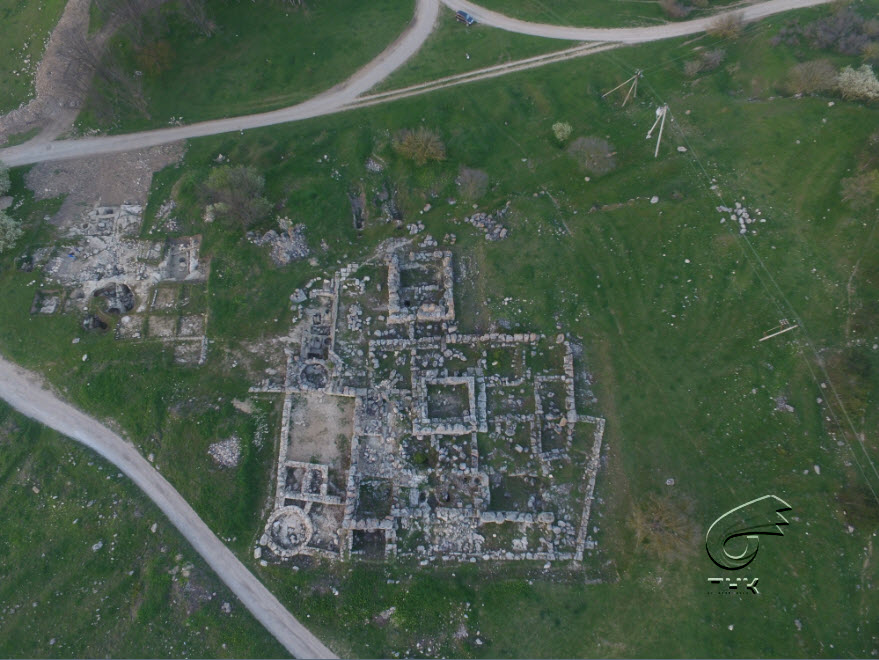
вигляд з повітря